# Bernardo Ventimiglia
Bernardo di Ventimiglia (1463 – 1497) è stato un politico italiano, figlio del condottiero Giovanni Antonio di Ventimiglia.
Bernardo, detto Bernal, giovanissimo, prese parte nel 1487 all'assedio di Màlaga e ricevette dai Re Cattolici un'ampia signoria malagueña - il futuro 'Mayorazgo Veintemilla' - in ricompensa della 'reconquista' di questo emirato musulmano. Nel Libro del Repartimiento, per Regia cedola del 3 marzo 1490, risulta che il conte di Ventimiglia ottenne 20 'fanegas' di terra nella città e provincia di Malaga.
Di Bernardo, di sua moglie e figli, resta un'ampia documentazione dal 1487 al 1518. Bernal sposò Isabel Enriquez dalla quale ebbe, tra gli altri, i figli Luis e Pedro. Nel 1487 il Ventimiglia riceve dai sovrani iberici una ayuda de costa di 30.000 maravedí che trasmetterà ai figli insieme alla signoria del Peñon de la Vega, a nord di Malaga, e al possesso di un forno a Granada.
In particolare, si conserva la documentazione concernente l'attività di Bernal come esecutore delle sentenze dei tribunali del Santo Uffizio e della Casa Reale - con la carica di Alguacil General, il braccio armato dell'inquisitore Tomás de Torquemada - per cause di adulterio, furto, cattura di malviventi, stime di danni ecc.
Dopo la confisca dei beni a Enrico di Ventimiglia marchese di Geraci nel 1485, la moglie Eleonora de Luna è costretta a cedere il castello di S. Giorgio di Tusa a Leonardo Maccagnone da Tusa (4 novembre 1491) – come pegno a un prestito di 48 once d'oro – e il successivo 17 novembre cede la secrezia di Geraci ad Antonio Sgromagli Eleonora, recatasi in Spagna nel 1490, alla corte di Ferdinando il Cattolico, riottenne l'investitura del marchesato per i suoi figli, probabilmente con l'intercessione del cugino Bernardo, estremamente influente presso i sovrani spagnoli. Il grande favore di Bernal alla corte dei Re Cattolici fu probabilmente pur dovuto alla moglie del Ventimiglia, Isabel Enriquez de Noroña, parente di Giovanna Enríquez, madre di Ferdinando il Cattolico e suocera di Ferdinando I di Napoli.

## Le Indie Occidentali
Il 7 giugno 1493 Bernal è nominato Luogotenente dei Contabili Maggiori, per tutte le Indie, e inviato dai sovrani castigliani all'isola di Hispaniola, con questo incarico amministrativo, ma in realtà per tener d'occhio – come fiduciario e supervisore della Corona – il grande ammiraglio Cristoforo Colombo (la famiglia del quale, tra l'altro, fu originaria del feudo ventimigliano di Chiusanico ). Con il Ventimiglia è la sua numerosa schiera di dipendenti, famigli e servitori, tra i quali spicca Diego Marquez, un hidalgo sivigliano, che funge da supervisore della seconda spedizione di Colombo.
Il 25 settembre 1493 si riunì a Cadice una flotta di 17 navi, con 1500 uomini a bordo, scelti tra un gran numero di volontari. Inclusi religiosi, agricoltori e artigiani. Uno degli scopi principali della missione era evangelizzare gli Indios, ma soprattutto creare relazioni commerciali, costruire adeguate strutture organizzative e centri fortificati. Si imbarcarono animali e provviste di zucchero, riso, grano, fagioli, zafferano, arance, oltre a viti, ortaggi e semi da trapiantare nelle Indie. Colombo prese il comando delle navi, imbarcandosi sulla 'Marigalante'. Uscendo dal porto le navi spagnole incrociarono delle galee veneziane che le scortarono per miglia con salve di cannone e musiche.
Il 3 novembre la flotta incontrò le Isole Antille (così denominate credendole le leggendarie Antille o Antilie), che furono battezzate con i nomi di Domingo, Marigalante, Santa María de Guadalupe, Monserrat, Santa María de la Redonda, Santa María de la Antigua, San Martín, Santa Cruz (dove si scontrarono con gli Indios); poi apparve una moltitudine di isolette che Colombo chiamò Santa Úrsula, la più grande, e le Diecimila Vergini le altre (le attuali Isole Vergini). Due isole più grandi furono denominate la Gratiosa e San Juan Bautista (Porto Rico). Il 27 novembre ancorarono nell'isola di Hispaniola, di fronte al forte di Navidad, ma l'insediamento, costituito nel primo viaggio colombiano, era sparito.  Gli Spagnoli s'erano uccisi tra loro e quelli che erano rimasti erano stati trucidati dagli Indios.
Il 12 febbraio 1494 ritornarono in patria 12 navi al comando di Antonio de Torres con la relazione dettagliata del viaggio.
Passando i giorni gli Spagnoli cominciarono a lamentarsi, il cibo europeo scarseggiava, quello locale non piaceva loro, inoltre causava problemi digestivi e molti cominciarono a ammalarsi, sicché nessuno voleva lavorare. Alcuni cominciarono a vagabondare internandosi nell'isola e rubando oro e donne agli indios. Bernal Ventimiglia y de Pisa, considerò la quantità dell'oro presente nell'isola molto inferiore alle attese e alle relazioni ufficiali di Colombo, e incominciò a progettare un ammutinamento.
Il grave dissenso tra Bernal e l'esploratore genovese non tardò a manifestarsi. Il Ventimiglia preparò una relazione per i sovrani di Castiglia, in cui denunciava le esagerazioni di Colombo circa la presenza di oro e preziosi nelle Indie Occidentali, manifestando la scarsa utilità per la Spagna dell'insediamento coloniale (un dato di fatto, questo, oramai accertato dalla storiografia contemporanea). Il Ventimiglia ebbe però l'ingenuità o sfortuna di nascondere la relazione nell'albero di una nave che avrebbe dovuto riportarlo nel Vecchio Mondo, dove le lettere furono scoperte dagli uomini di Colombo. Secondo il racconto del Colombo, il Ventimiglia si ribellò apertamente alla sua autorità, si presentò all'ammiraglio genovese brandendo una lancia – probabilmente la mazza da Alguacil General  - e urlando “Viva el Rey y muera el mal gobierno” per poi rifugiarsi in una chiesuola, con l'evidente intento di porsi sotto la protezione della giurisdizione ecclesiastica.
Rientrato prigioniero in Spagna, Bernal de Ventimiglia y Pisa, fu sottoposto a processo. Non sappiamo se fu condannato, a seguito delle accuse del Colombo, tuttavia se vi fu condanna dovette essere alquanto mite, poiché ritroviamo il Ventimiglia negli anni successivi quale membro della corte del giovane principe ereditario Giovanni di Trastámara, con le funzioni a lui consuete di Alguacil General, ovvero di comandante della gendarmeria.
Le violenze perpetrate da Colombo contro alcuni famigli di Bernal, ribellatisi insieme al Ventimiglia ma rimasti in America, che furono torturati e giustiziati, costituirono invece una delle accuse che causarono la caduta in disgrazia dell'ammiraglio e scopritore genovese.
Il testamento di Bernal fu insinuato dal figlio Pedro il 27 maggio 1497, a Cordova.